# Stichting Waterschapserfgoed
Stichting Waterschapserfgoed is een Nederlandse stichting en heeft als doel de instandhouding van onroerend waterschapserfgoed in Friesland.
De stichting werd in 2004 opgericht op initiatief van Wetterskip Fryslân met het oog op het in stand houden van zijn niet meer functionele, maar cultuurhistorisch waardevolle onroerende goed (molens, windmotoren, sluizen en gemalen).

## Erfgoed objecten

### Molens

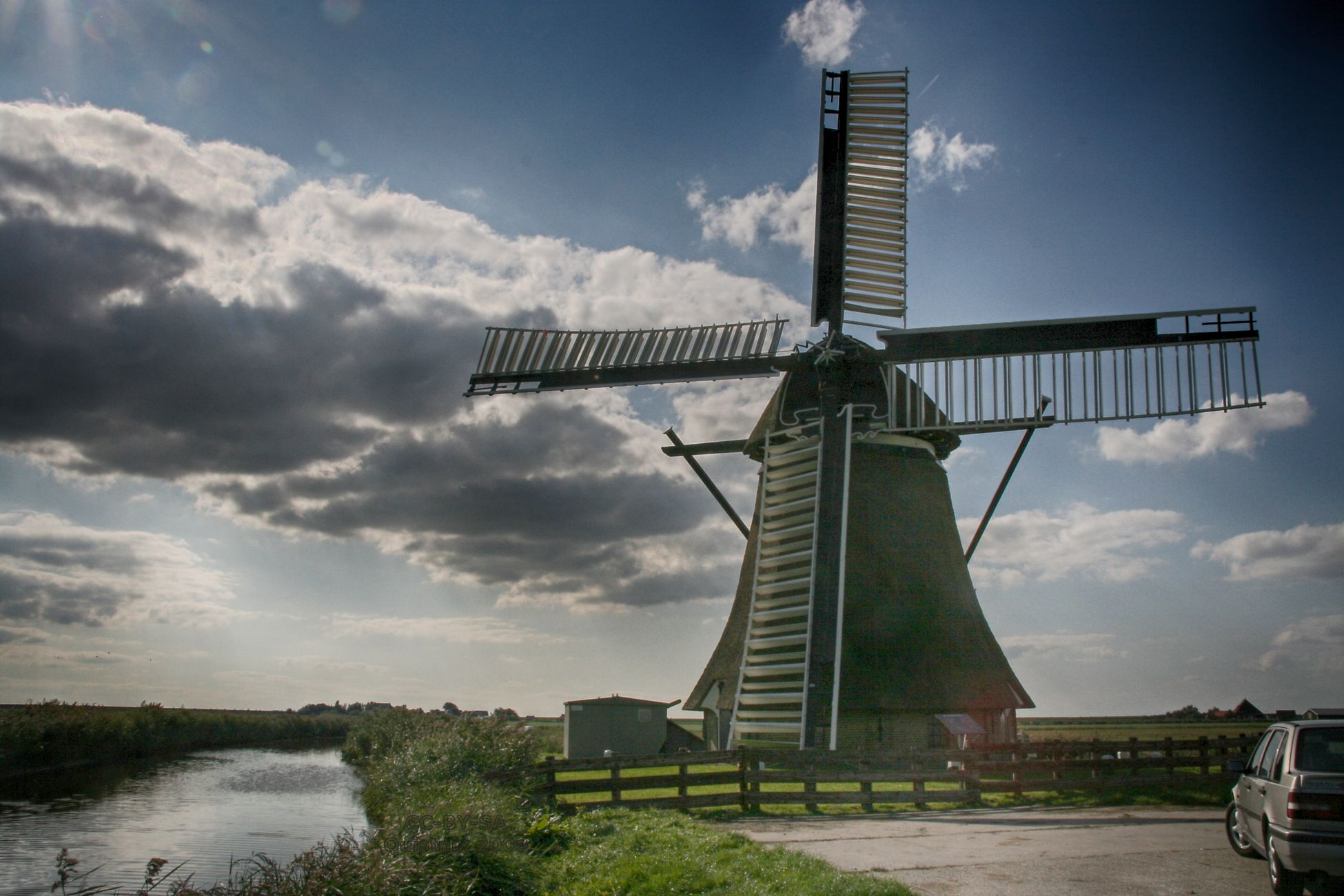
Cornwerdermolen
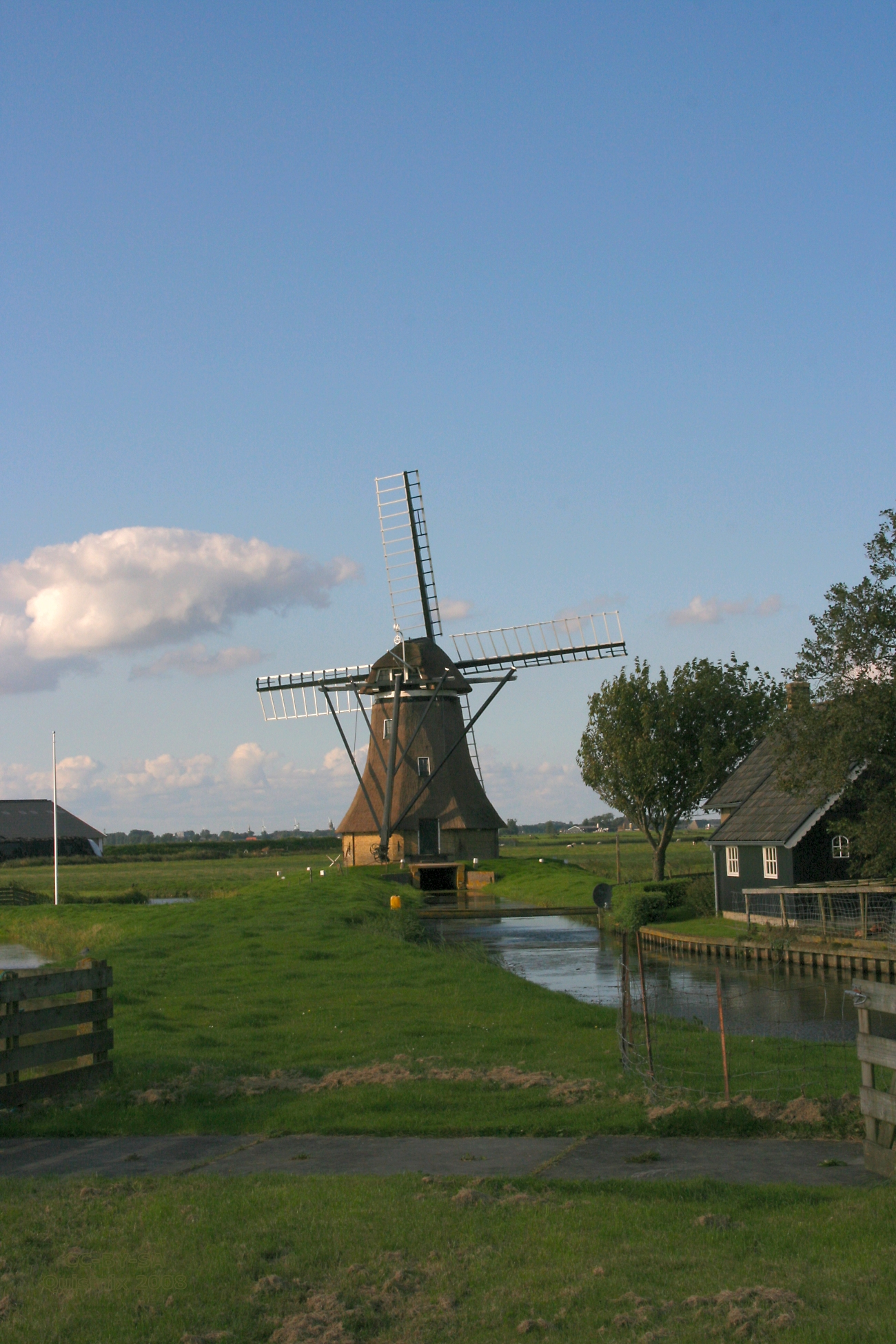
Huinsermolen
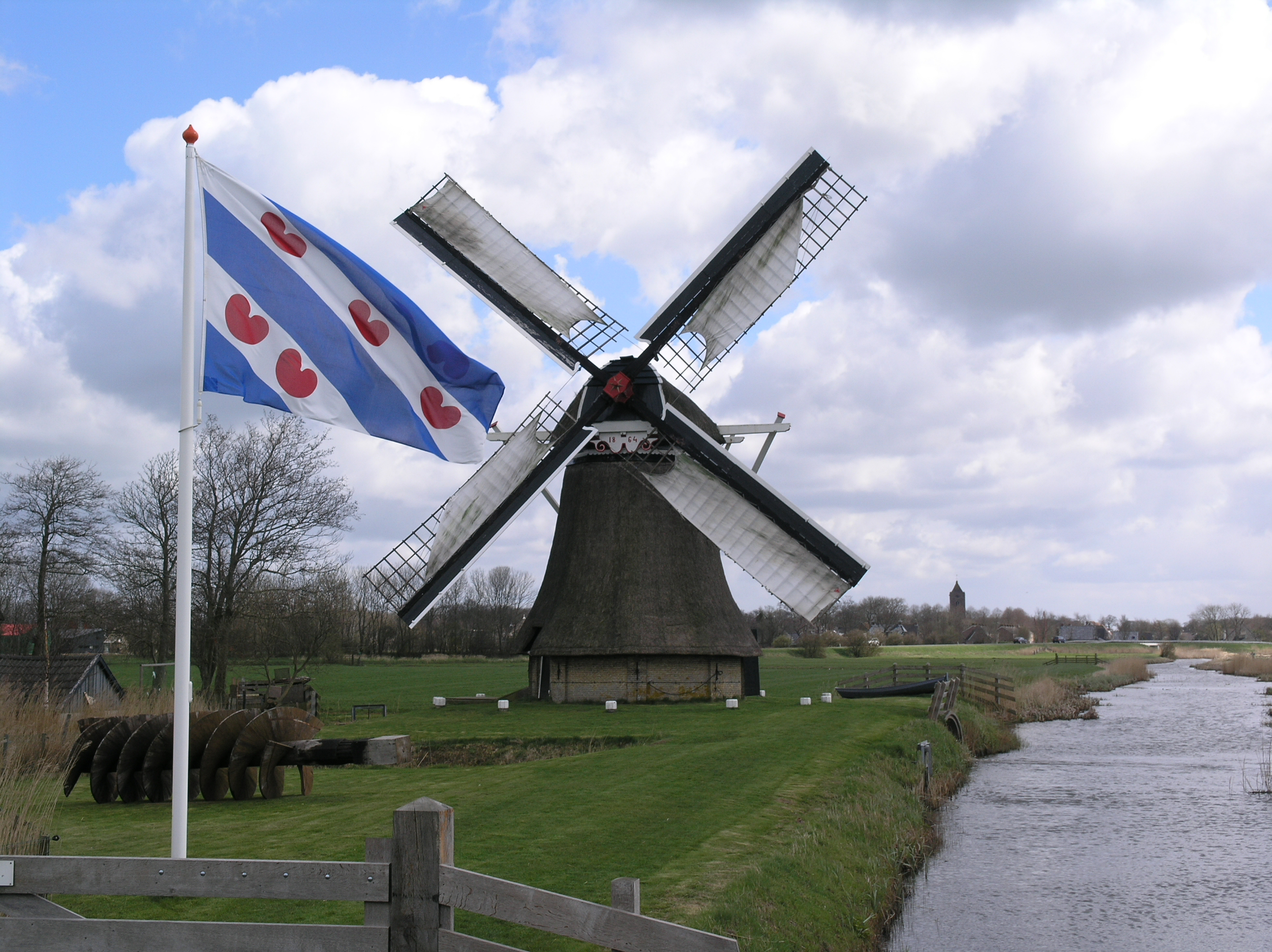
De Oudkerkermolen

### Windmotoren

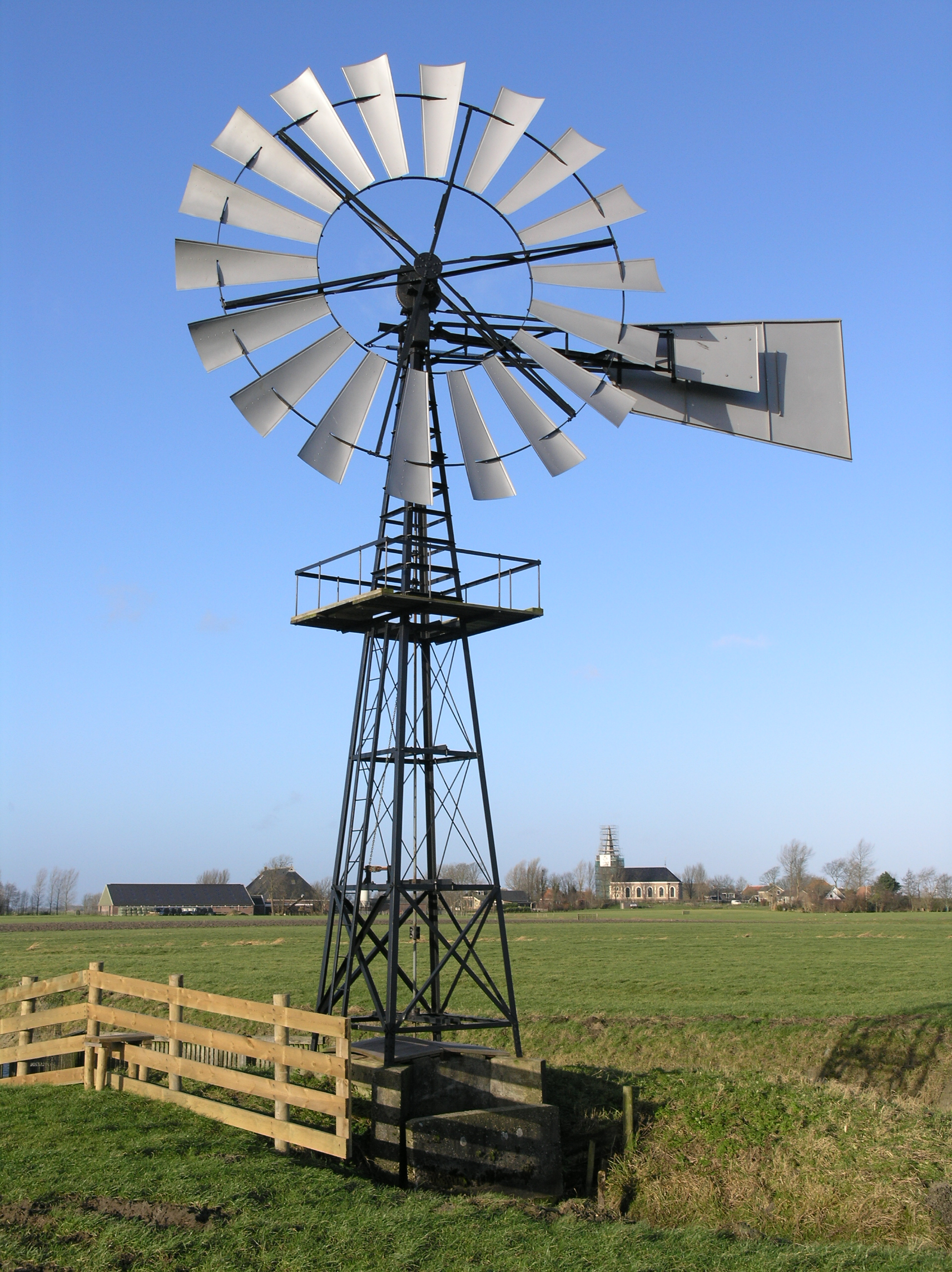
Windmotor Baijum
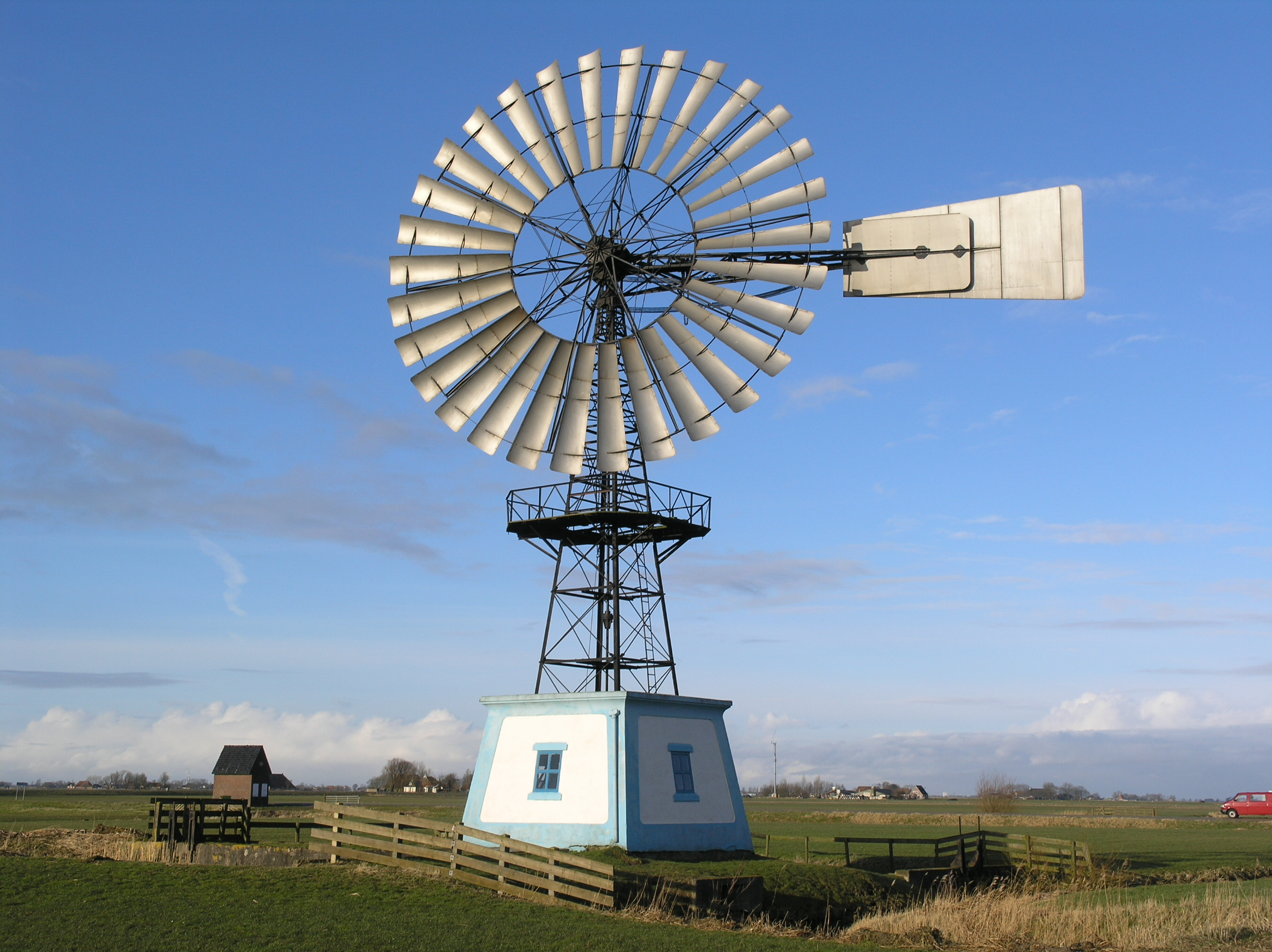
Greate Wierum
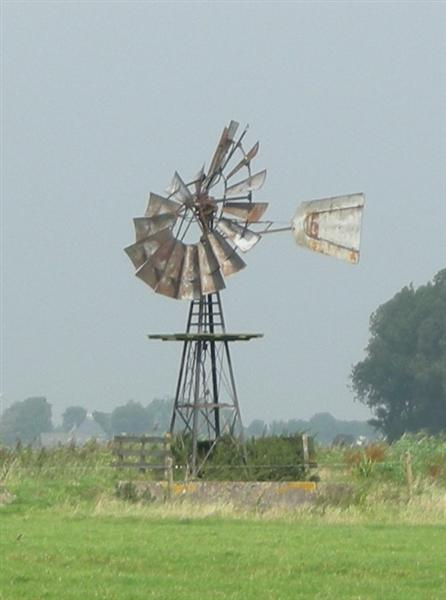
Windmotor Jorwerd
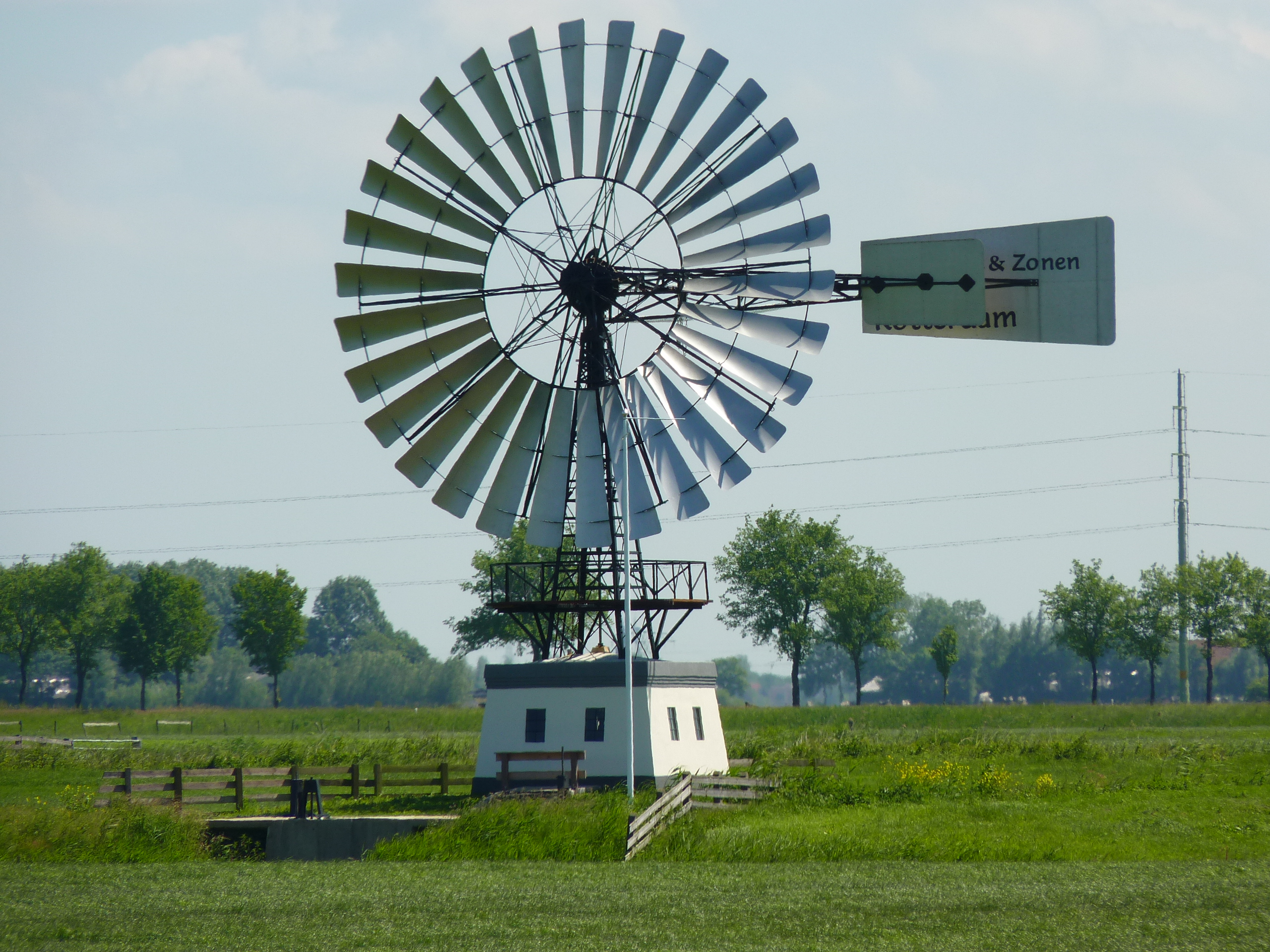
Kleiterpstermolen
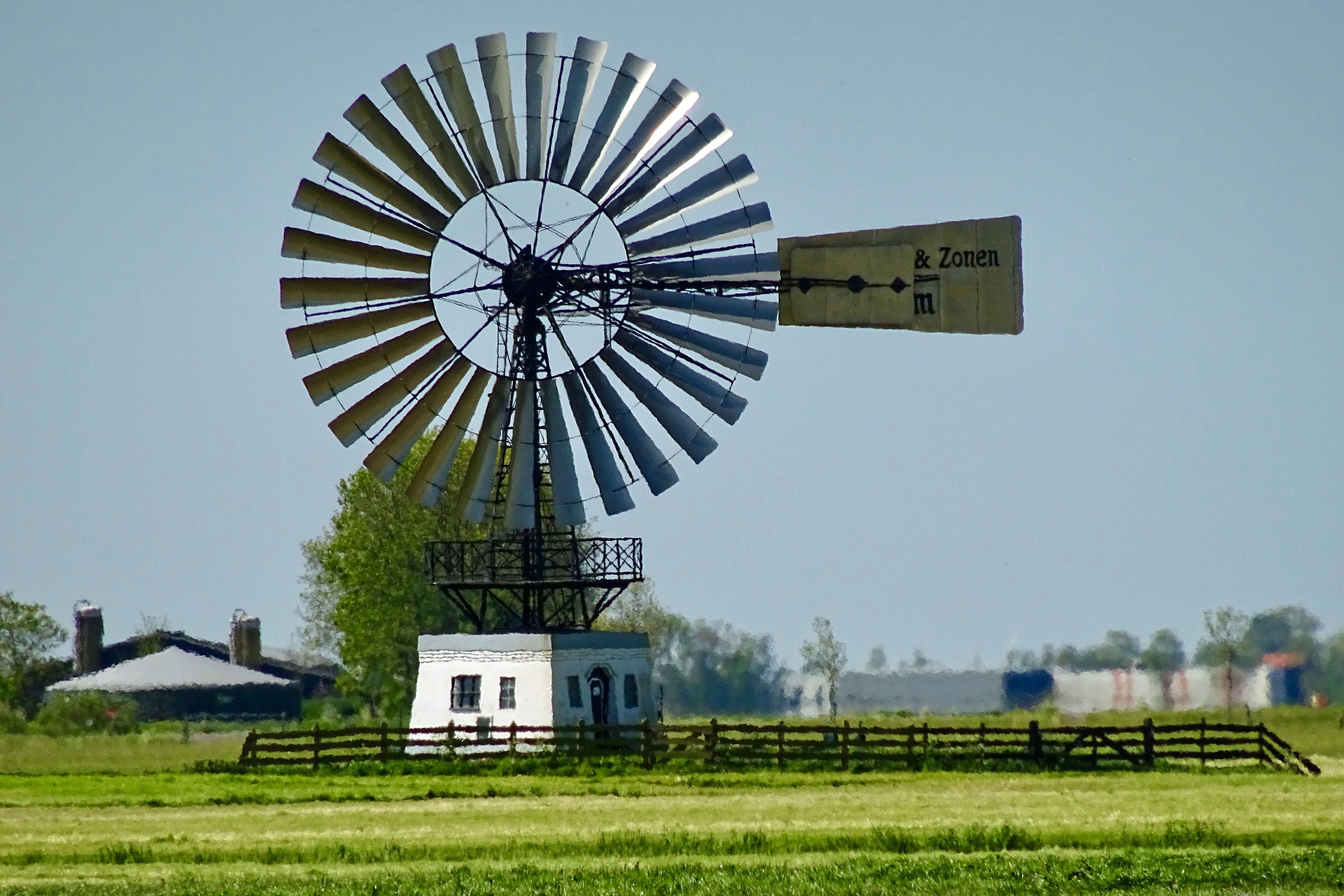
Mantgumermolen
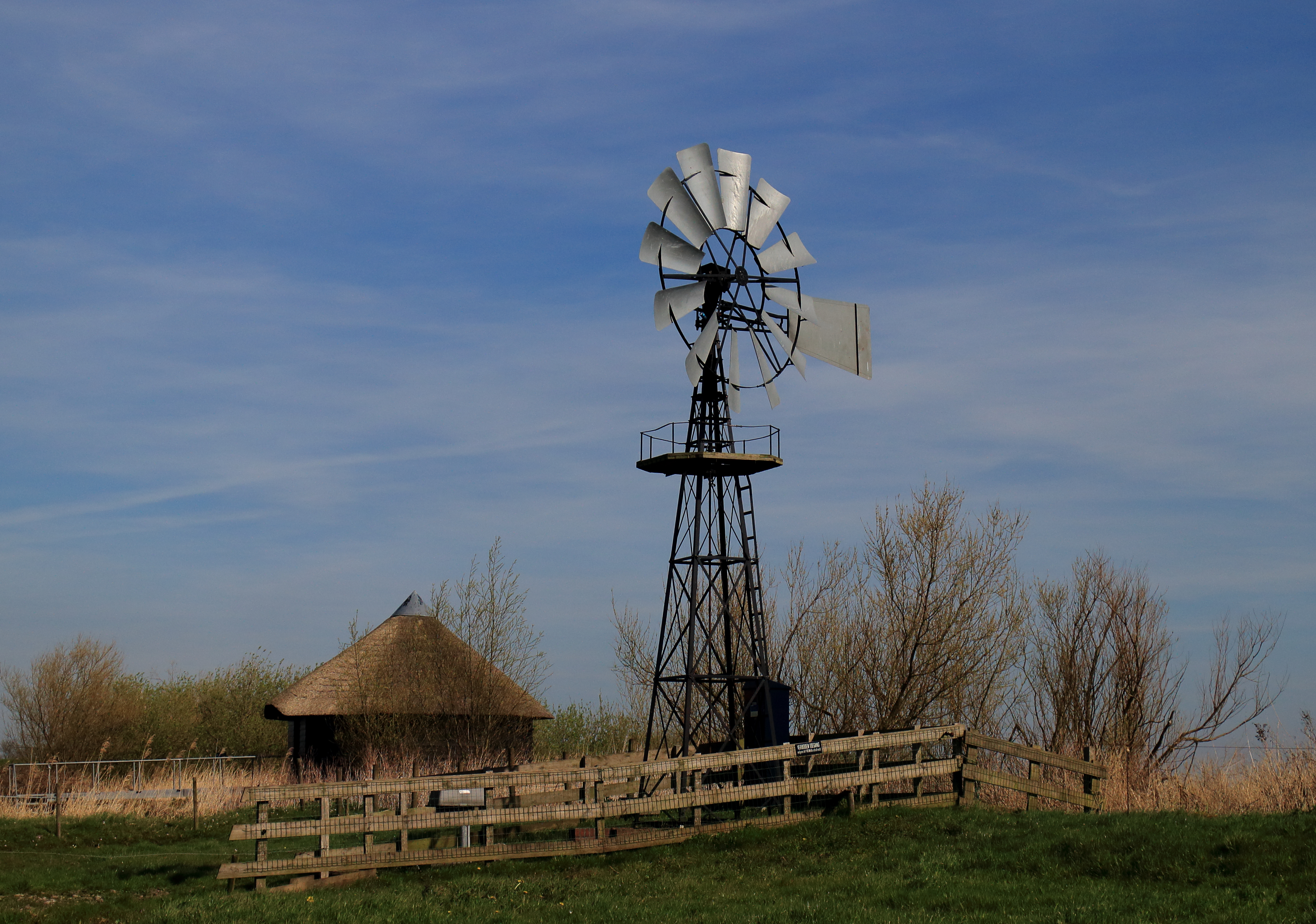
Windmotor Mirns
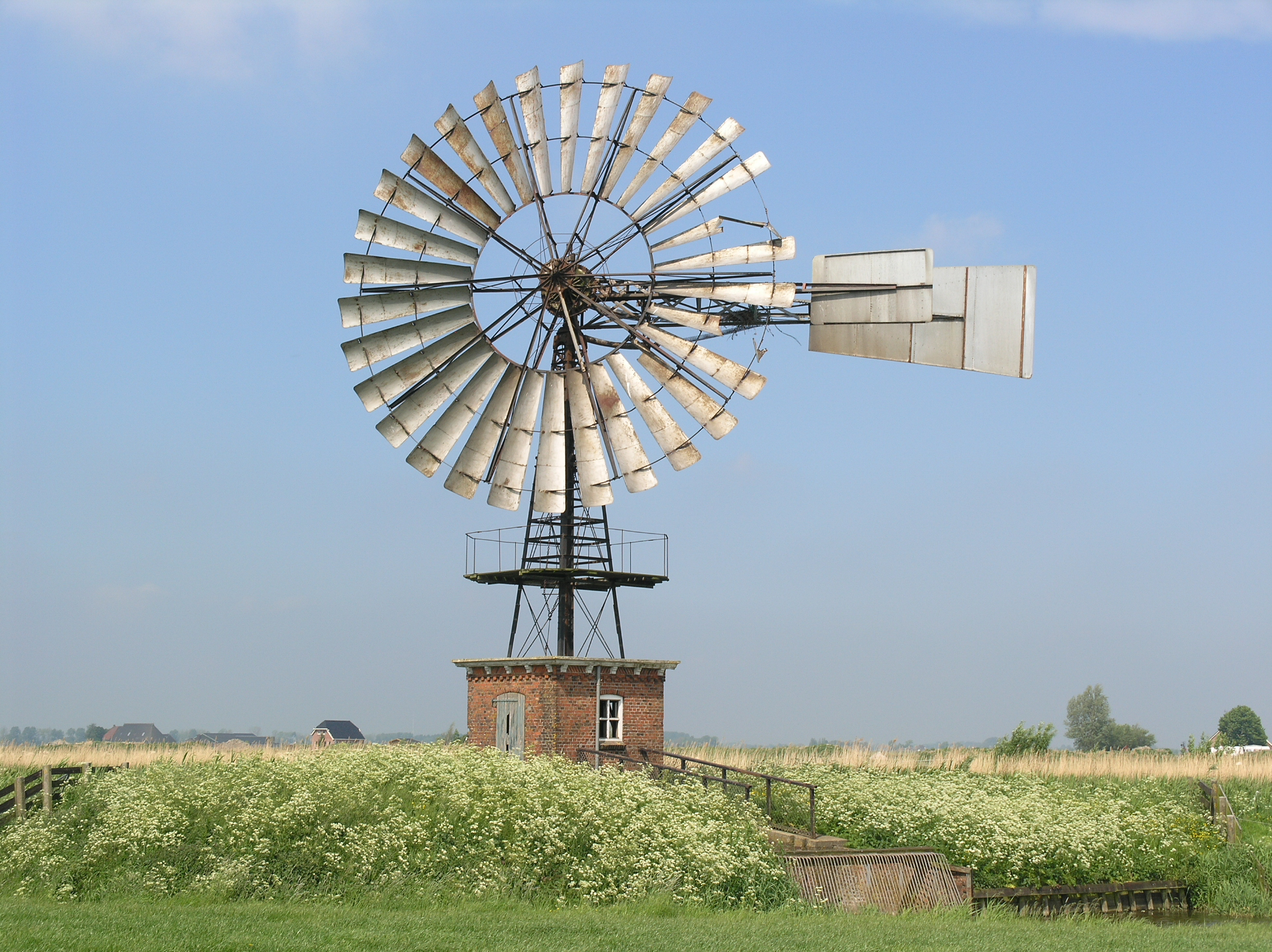
Windmotor De Lauwers
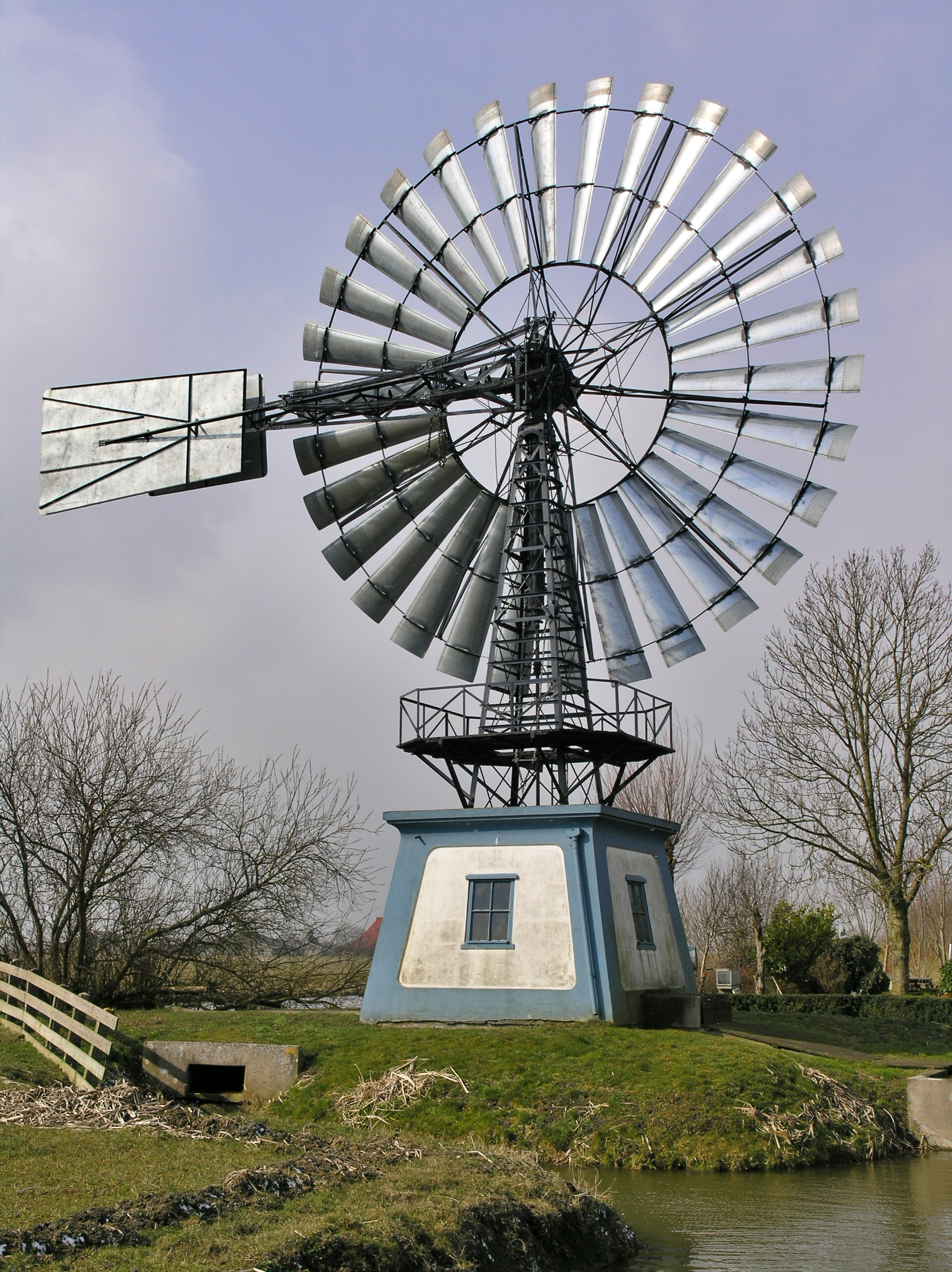
Windmotor Tirns
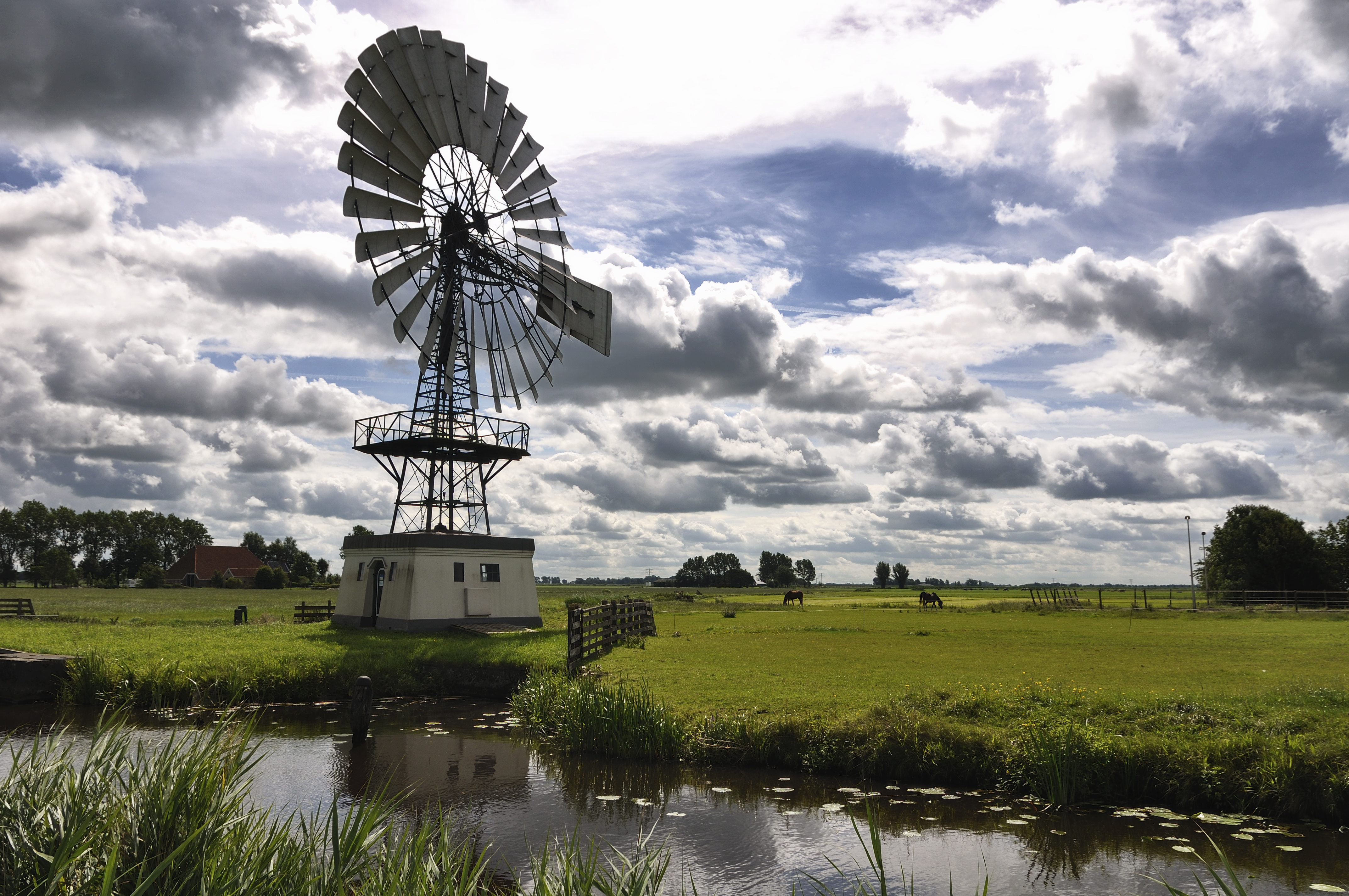
Weidumermolen

### Gemalen

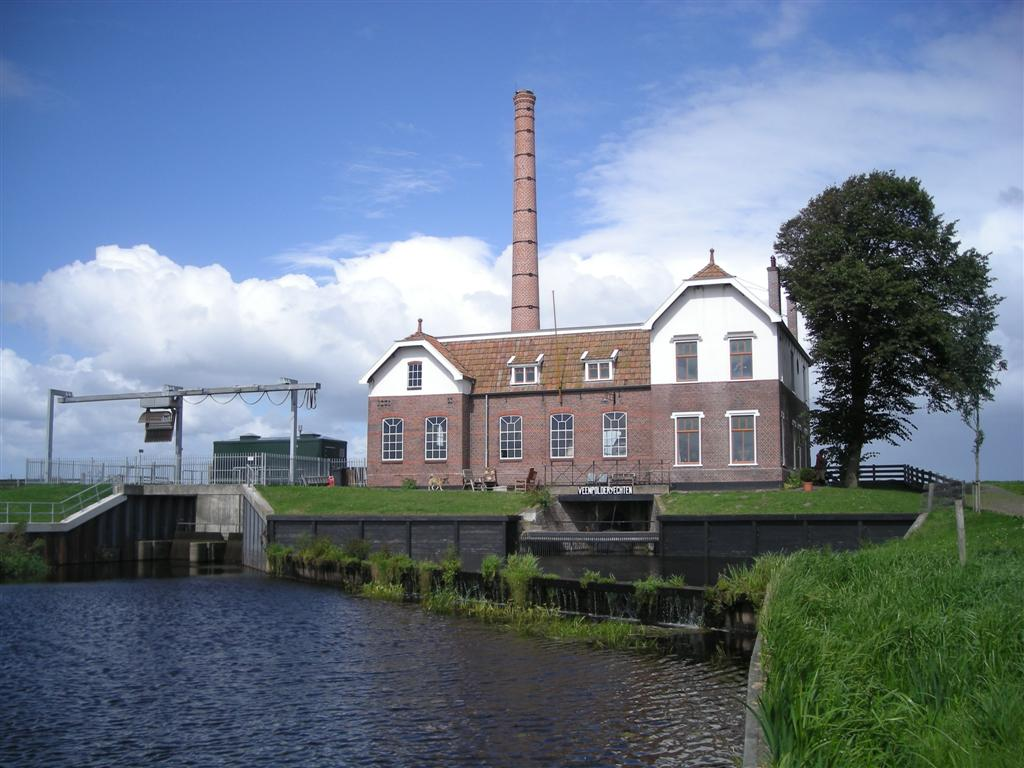
Gemaal Echten
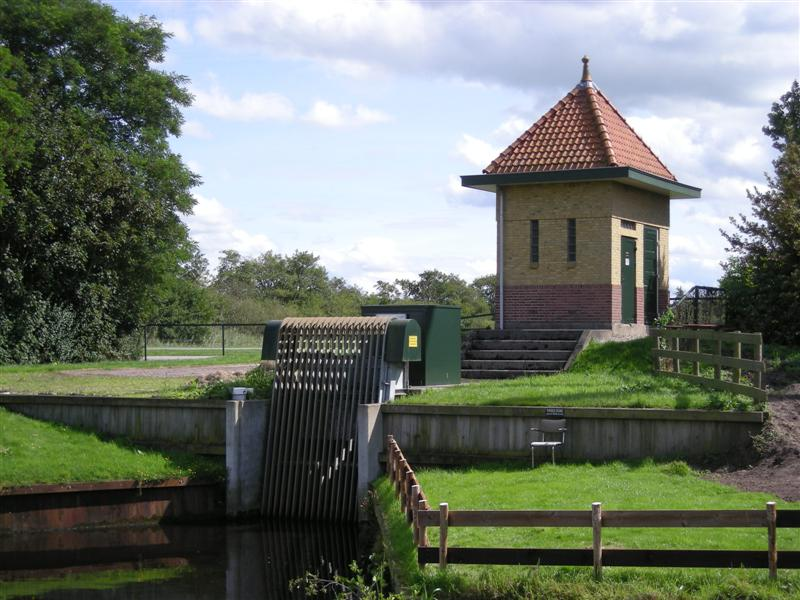
Gemaal De Grie
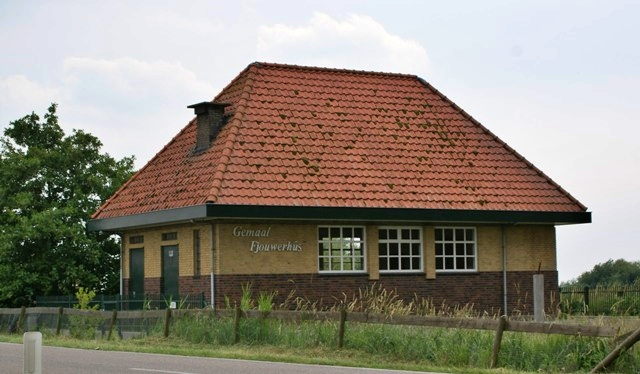
Gemaal Fjouwerhûs

- Gemaal Zwagermieden, Zwaagwesteinde
- Gemaal Tsjaerddyk, Folsgare
- Gemaal Makkumer- en Parregaastermeerpolder, Makkum
- Gemaal Hisse en Pikemar, Abbega
- Gemaal Uitheijingspolder, Lemmer

### Sluizen

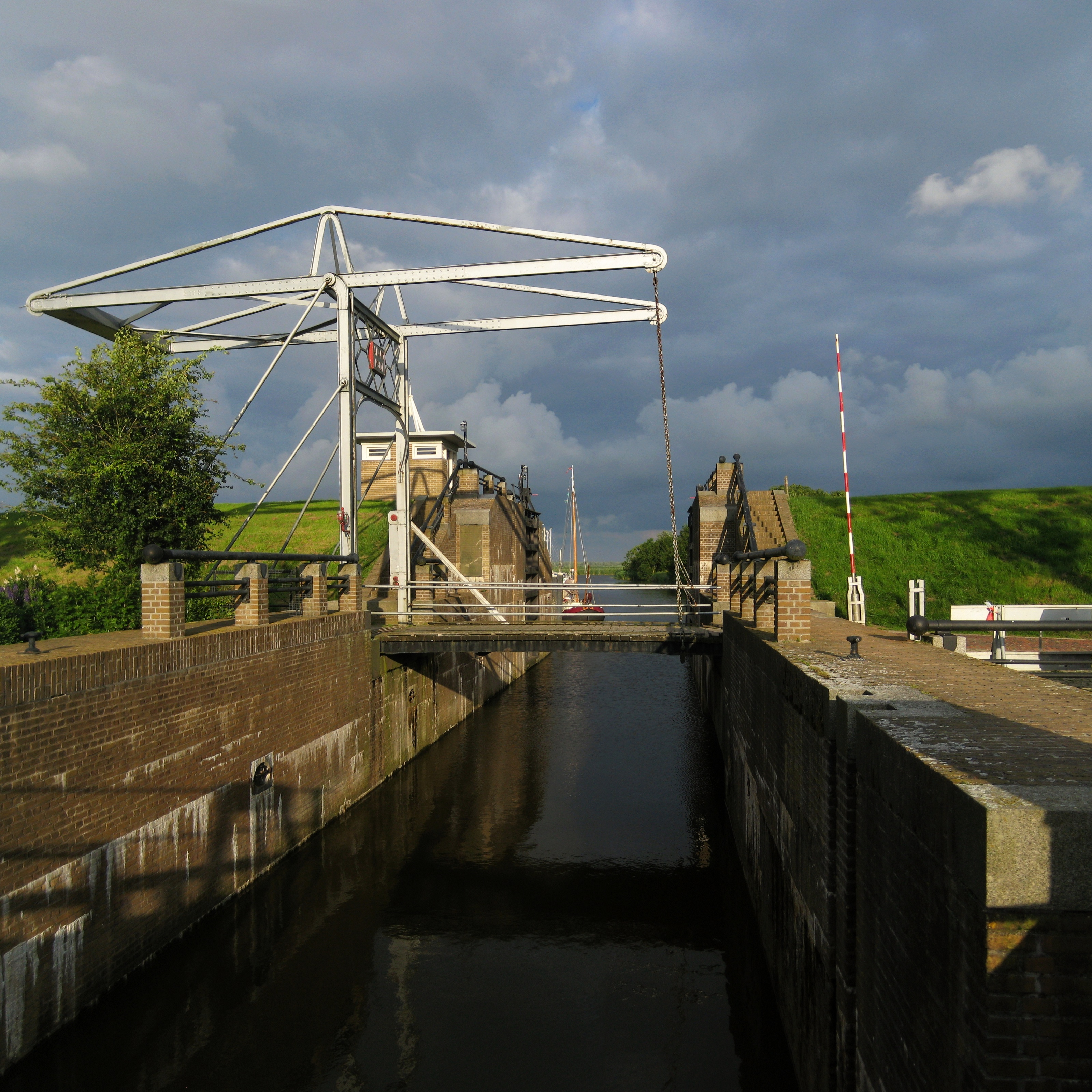
Sluis Ezumazijl
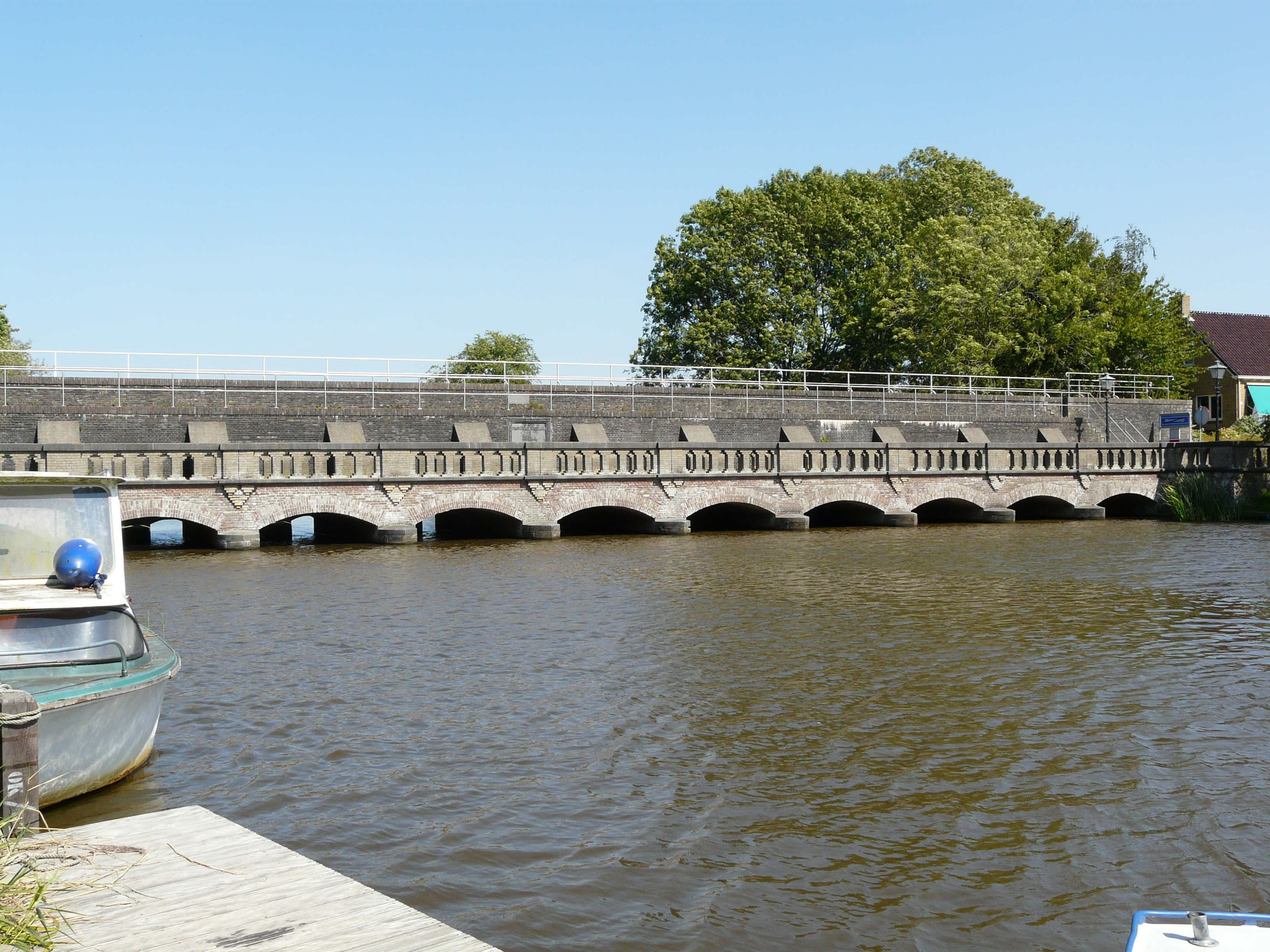
Keersluis Munnekezijl

- Sluis Munnekeburen
- Sluis De Tsjoele, Gorredijk

### Overig

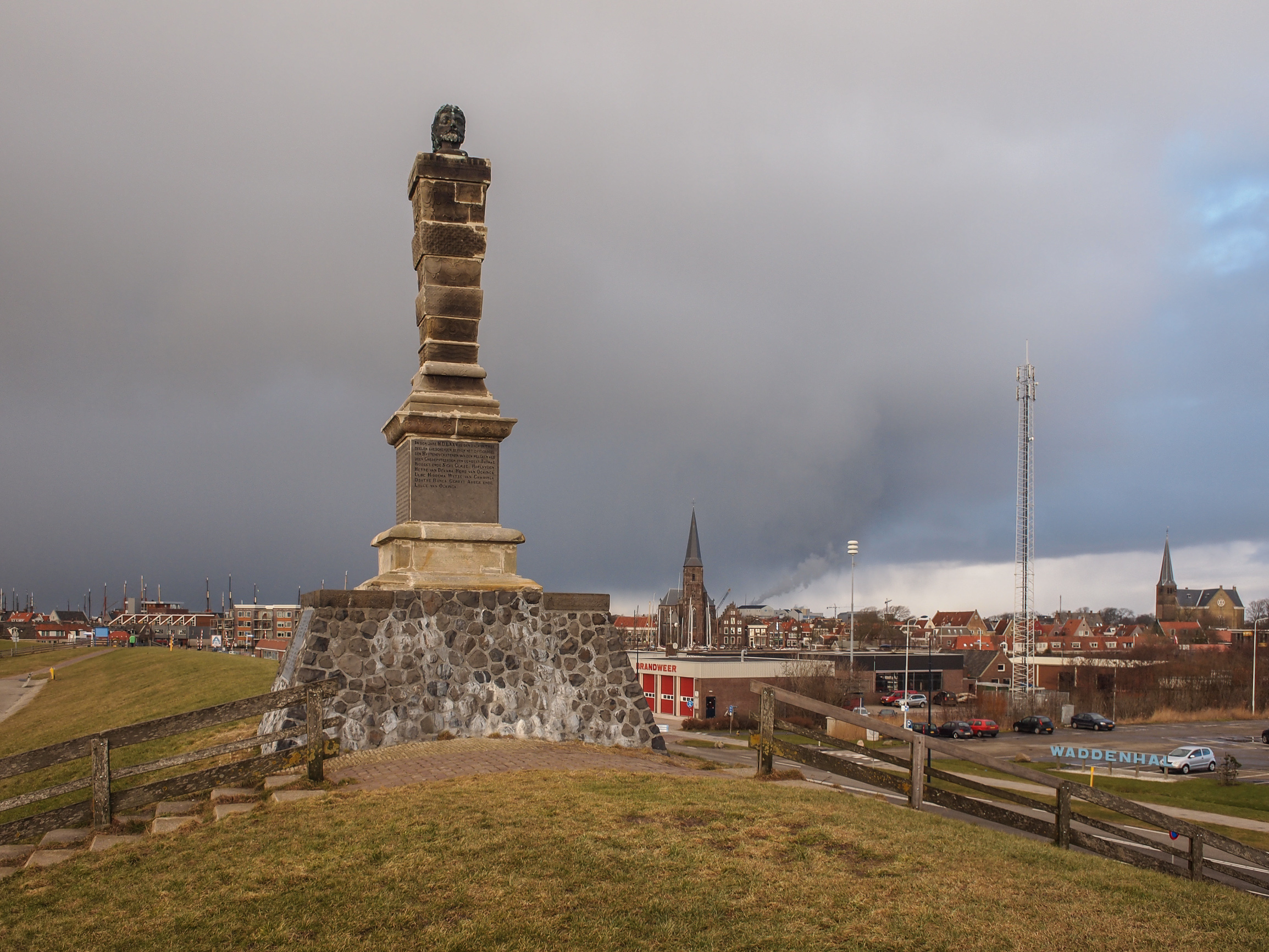
Stenen Man
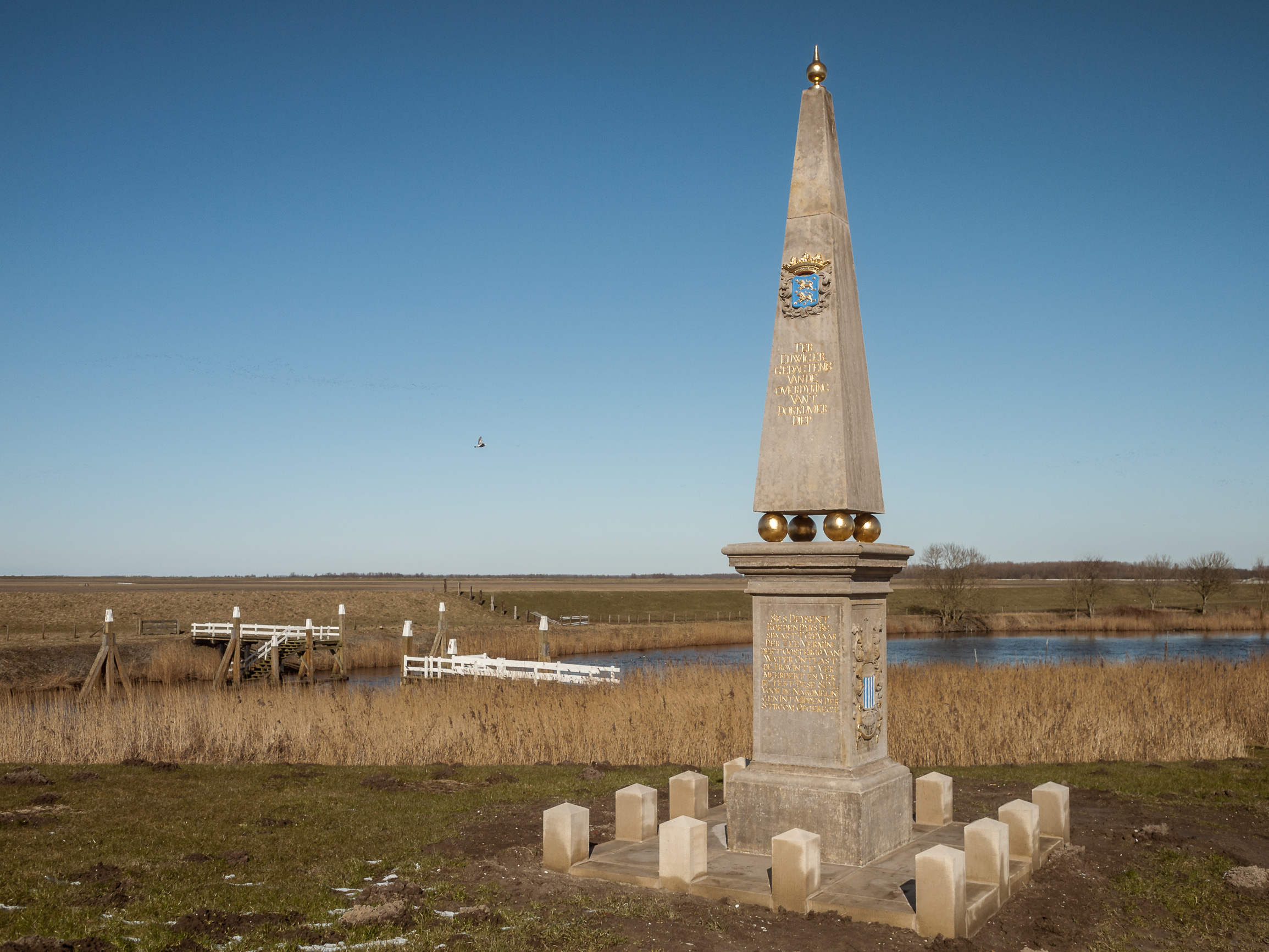
Gedenknaald Dokkumer Nieuwe Zijlen
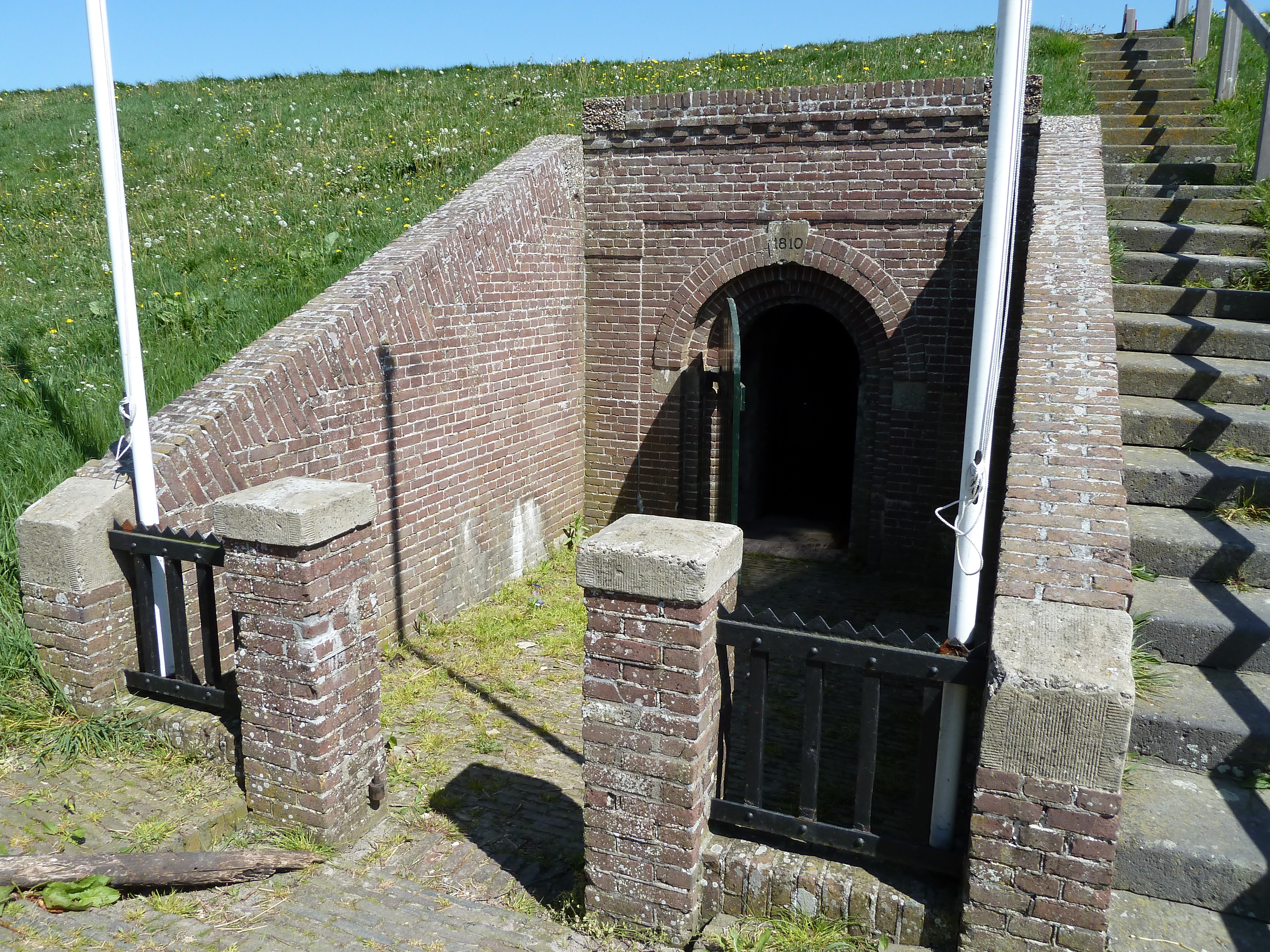
Kruitopslag Oostmahorn
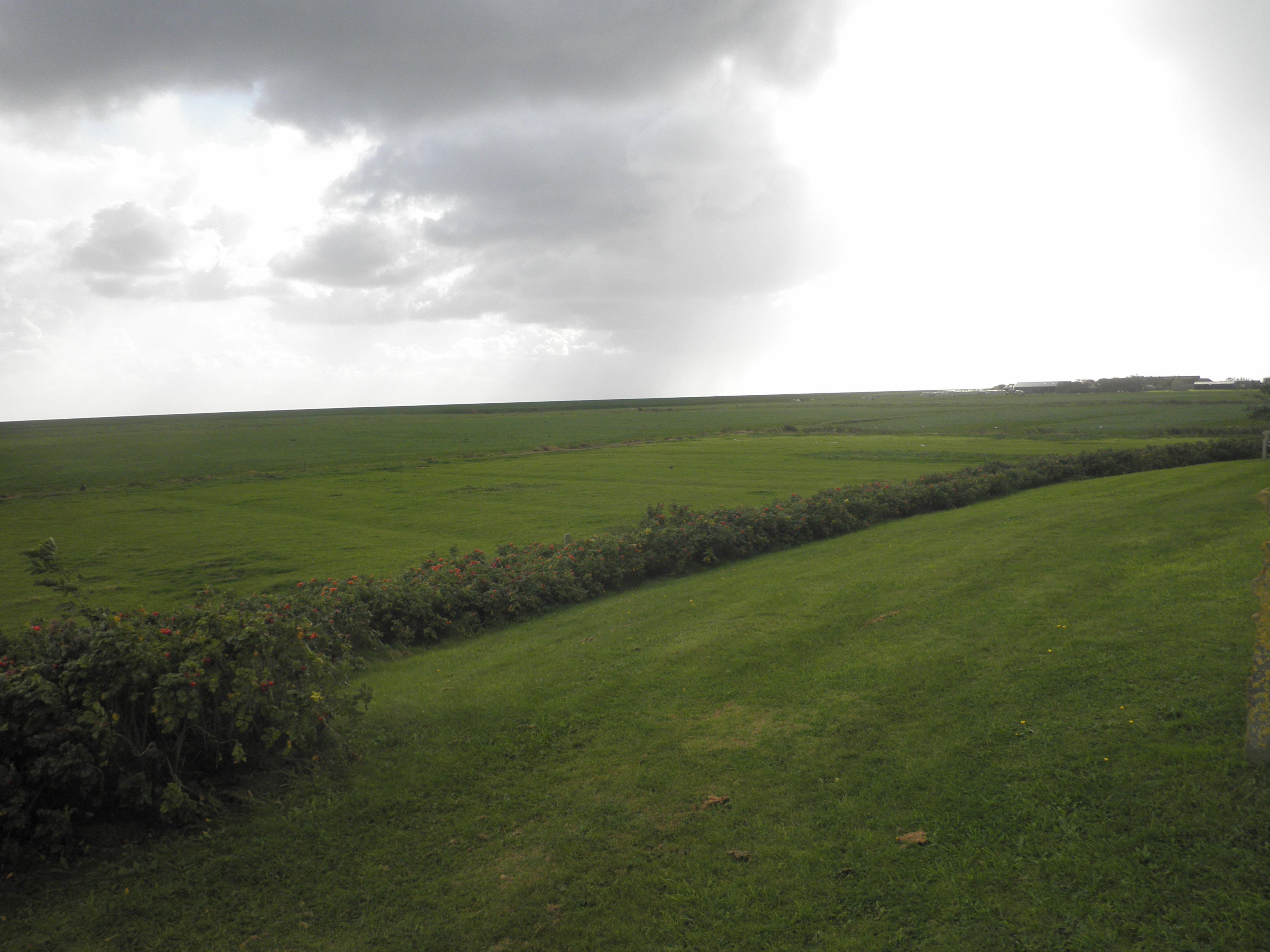
Strieperdijk